# سيرجي جونيور مارتينسون نجوالي
سيرجي جونيور مارتينسون نجوالي (مواليد 23 يناير 1992) هو لاعب كرة قدم غابوني سويدي-الميلاد .

## روابط خارجية
- سيرجي جونيور مارتينسون نجوالي على موقع اتحاد النرويج (النرويجية)
- سيرجي جونيور مارتينسون نجوالي على موقع اتحاد السويد (السويدية)
- سيرجي جونيور مارتينسون نجوالي على موقع قاعدة بيانات كرة القدم.إي يو (الإنجليزية)
- سيرجي جونيور مارتينسون نجوالي على موقع ناشيونال فوتبول تيمز (الإنجليزية)
- سيرجي جونيور مارتينسون نجوالي على موقع Soccerway.com (الإنجليزية)